# Triplophysa
Triplophysa är ett släkte i familjen grönlingsfiskar (Balitoridae). Släktet omfattar 115 arter, som främst förekommer i och omkring Kina.